# Edward Barnes

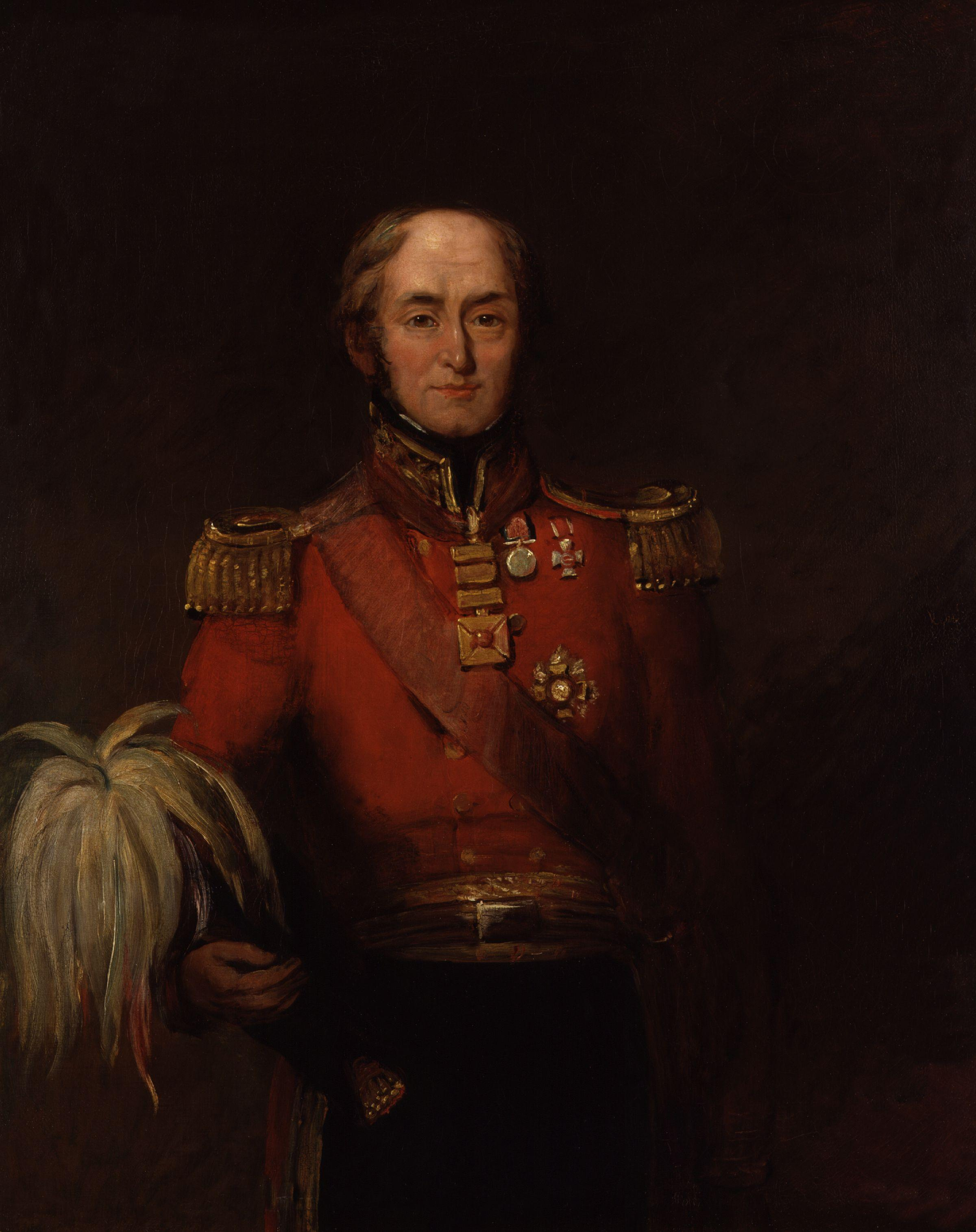
Sir Edward Barnes

Sir Edward Barnes, GCB (* 1776; † 19. März 1838 in Piccadilly, London) war ein britischer Offizier, Gouverneur von Ceylon und britischer Oberbefehlshaber in Indien.

## Leben und Wirken

### Koalitionskriege
Er trat im November 1792 als Ensign des 47th Regiment of Foot in die British Army ein und stieg im Verlauf der Koalitionskriege schnell im Rang auf. Im Mai 1793 wurde er zum Lieutenant befördert und im Oktober 1793 wechselte er zum 86th Regiment of Foot. Im Juli 1794 wurde er Captain des 99th Regiment of Foot, im September 1800 Major und im Dezember 1799 zum Brevet-Lieutenant-Colonel. Im Februar 1800 wechselte er als Major zum 79th Regiment of Foot, und im April 1807 wurde er Lieutenant-Colonel des 46th Regiment of Foot. Von 1808 bis 1812 war er Lieutenant-Governor von Dominica in der Karibik und nahm 1809 er an der Eroberung von Martinique teil. Im Juli 1810 wurde er zum Colonel befördert. Ab 1812 diente im Stab Lord Wellingtons auf der Iberischen Halbinsel. Am 4. Juni 1813 wurde er zum Major-General befördert und führte eine Brigade in die Schlacht bei Vitoria und die Pyrenäenschlacht. Im Dezember 1813 wurde er zum Lieutenant-Governor von Antigua ernannt, trat dieses Amt aber nicht an. Als Generaladjutant nahm er am Sommerfeldzug von 1815 teil und wurde in der Schlacht von Waterloo schwer verwundet. Bereits im Januar 1815 war er als Knight Commander des Order of the Bath geadelt worden. Nach dem endgültigen Sieg über Napoleon Bonaparte wurde er 1815 auch als Ritter des österreichischen Militär-Maria-Theresien-Orden und mit dem russischen Orden der Heiligen Anna erster Klasse ausgezeichnet. Von November 1815 bis Oktober 1816 war er Colonel des 2th Garrison Battalion und anschließend wurde er Colonel des 99th Regiment of Foot.

### Ceylon
1819 wurde er als Stabsoffizier nach Ceylon abkommandiert, wo er von Februar 1820 bis Februar 1822 als Lieutenant-Governor stellvertretend das Amt des Gouverneurs von Ceylon wahrnahm. Von 1820 bis 1822 war er Colonel des 1st Battalion Rifle Regiment und ab August 1822 Colonel des 78th (Highlanders) Regiment of Foot. Am 27. Mai 1825 wurde er zum Lieutenant-General befördert. Von Januar 1824 bis Oktober 1831 war er Gouverneur von Ceylon. Er veranlasste den Bau der Heerstraße von Colombo nach Kandy und vieler weiterer Nachschublinien, führte die erste Volkszählung auf Ceylon durch und führte den Anbau von Kaffee ein. Im Februar 1831 wurde er zum Knight Grand Cross des Order of the Bath erhoben und von 1831 bis Mai 1833 war er britischer Oberbefehlshaber in Indien im lokalen Rang eines Generals.

### House of Commons
1833 kehrte er nach Großbritannien zurück, wo er das Anwesen Beech-Hill Park in Hadley Wood bei Barnet in Middlesex besaß. Im Oktober 1834 wurde er zum Colonel des 31st Regiment of Foot ernannt. Im Juli 1834 wurde er als konservativer Kandidat für den Wahlkreis Sudbury in Middlesex ins britische House of Commons gewählt. Bei der Unterhauswahl 1835 unterlag er, konnte aber bei der Unterhauswahl im August 1837 seinen Parlamentssitz für Sudbury zurückgewinnen. Er starb im darauffolgenden März 1838 im Alter von 62 Jahren.